# Actenoides
Actenoides é um gênero de ave da família Alcedinidae

## Espécies
Seis espécies são reconhecidas para o gênero Actenoides:
- Martim-caçador-monge
- Martim-caçador-de-celebes
- Martim-caçador-de-bigode
- Martim-caçador-malhado
- Martim-caçador-de-barrete-azul
- Martim-caçador-de-barrete-verde